# Талейко, Максим Иванович
Максим Иванович Талейко (бел. Максім Іванавіч Талейка; род. 20 февраля 1993, Нивное, Минская область) — белорусский футболист, полузащитник.

## Клубная карьера
Воспитанник СДЮШОР города Столбцы. Свою карьеру начал в клубе «Городея» из Второй лиги. Сезон 2011 провёл на правах аренды в солигорском «Шахтёре», где выступал за дубль. В 2012 году он стал игроком «Ислочи». В январе 2013 года он перешёл в команду «Смолевичи-СТИ» из Первой лиги, но в августе вернулся в «Ислочь», которая также оказалась в Первой лиге. Летом 2013 года в составе «волков» он завоевал бронзовые медали Кубка регионов.
В июне 2014 года «Ислочь» расторг контракт с Талейко из-за несанкционированного выступления за «Неман-Агро» на Кубке Минской области. В августе того же года он присоединился к «Сморгони», но на поле так и не появился.
В 2015 году стал игроком клуба «Крумкачи». Он пропустил начало сезона из-за травмы, но позже начал играть в основном составе. 6 сентября 2015 года во время матча против клуба «Берёза-2010» ударил Павла Назаренко кулаком в лицо, за что получил четырёхматчевую дисквалификацию. Отбыв дисквалификацию, он вернулся в основной состав и помог команде выиграть путёвку в Высшую лигу.
2 апреля 2016 года дебютировал в Высшей лиге в матче против «Белшины» (1:1), начав матч на позиции центрального полузащитника. Вскоре он зарекомендовал себя в качестве игрока стартового состава. 21 апреля 2017 года он забил свой первый гол в Высшей лиге, открыв счёт в проигрышном домашнем матче против БАТЭ.
В августе 2017 года перешёл в «Слуцк». По итогам сезона 2017 он сыграл за слуцкий клуб четыре матча, выходя в основном на замену. В декабре 2017 года по соглашению обеих сторон был расторгнут контракт со «Слуцком».
В январе 2018 года он подписал двухлетний контракт с «Ислочью».. В сезоне 2018 он появлялся на поле нерегулярно. В январе 2019 года он начал тренироваться с «Ислочью», но вскоре расторг контракт с клубом и отправился на просмотр в столичный «Луч», с которым подписал контракт в феврале. Вскоре «Луч» переехал в Могилёв и объединился с местным «Днепром». Однако полузащитник решил не переезжать в другой город и в апреле 2019 года перешёл в НФК, где стал одним из основных игроков. В январе 2020 года он покинул столичную команду.
В марте 2020 года он перешёл в киргизский клуб «Каганат», но так и не сыграл за него и в августе вернулся в Беларусь, пополнив ряды команды «Сморгони».
В январе 2021 года он стал игроком камбоджийского клуба «Ангкор Тайгер». Он покинул команду в ноябре 2021 года, но остался жить в Камбодже.

## Статистика
| Сезон    | Дивизион | Клуб               | Страна                    | Матчи | Голы |
| -------- | -------- | ------------------ | ------------------------- | ----- | ---- |
| 2010     | Д3       | Минск              | Флаг Беларуси (1995—2012) | 16    | 0    |
| 2011     | дубль    | Шахтёр (Солигорск) | Флаг Беларуси (1995—2012) | 26    | 3    |
| 2012     | Д2       | Ислочь             | Флаг Беларуси             | 29    | 4    |
| 2013 (1) | Д2       | Смолевичи-СТИ      | Флаг Беларуси             | 11    | 0    |
| 2013 (2) | Д2       | Ислочь             | Флаг Беларуси             | 11    | 1    |
| 2014 (1) | Д2       | Ислочь             | Флаг Беларуси             | 6     | 0    |
| 2014 (2) | Д2       | Сморгонь           | Флаг Беларуси             | 0     | 0    |
| 2015     | Д2       | Крумкачи           | Флаг Беларуси             | 10    | 0    |
| 2016     | Д1       | Крумкачи           | Флаг Беларуси             | 28    | 2    |
| 2017 (1) | Д1       | Крумкачи           | Флаг Беларуси             | 14    | 2    |
| 2017 (2) | Д1       | Слуцк              | Флаг Беларуси             | 4     | 0    |
| 2018     | Д1       | Ислочь             | Флаг Беларуси             | 14    | 1    |
| 2019     | Д2       | НФК                | Флаг Беларуси             | 22    | 0    |
| 2020 (2) | Д2       | Сморгонь           | Флаг Беларуси             | 6     | 0    |
| 2021     | Д1       | Ангкор Тайгер      | Флаг Таиланда             | 18    | 2    |

## Достижения

### «Городея»
- Чемпион Второй лиги Беларуси: 2010